# YouPorn
YouPorn은 웹 2.0에 기반한 무료 포르노 동영상 공유 웹사이트로, 본사는 미국 캘리포니아주 로스앤젤레스에 있다.
2006년 설립 당시 기존 포르노 공유 웹사이트와 달리 완전히 무료라는 특징으로 인해 급속도로 성장하여 2007년 5월에는 매달 1,500만 명이 가입했으며 광고 수입만 12만 미국 달러에 이르는 거대한 웹사이트가 되었다.

## 같이 보기
- 폰허브
- 레드튜브
- 엑스튜브